# Стрітинка
Стрі́тинка (рос. Стретинка) — село у складі Тюльганського району Оренбурзької області, Росія.

## Населення
Населення — 96 осіб (2010; 141 у 2002).
Національний склад (станом на 2002 рік):
- казахи — 43 %
- росіяни — 43 %